# Oberhausen (Riedenheim)
Oberhausen ist eine Gemeindeteil der Gemeinde Riedenheim im unterfränkischen Landkreis Würzburg in Bayern. Der Weiler liegt in der Gemarkung Riedenheim.

## Geografische Lage
Oberhausen liegt im äußersten Südwesten des Riedenheimer Gemeindegebietes. Im Norden liegt Stalldorf, zwischen beiden Orten liegt der sogenannte Güterwald Riedenheim, der der Gemeinde gehört. Östlich befindet sich Lenzenbrunn. Im Süden beginnt die Gemarkung von Strüth, einem Stadtteil von Röttingen. Westlich liegt das Gebiet des Main-Tauber-Kreises in Baden-Württemberg. Das Gebiet der Gemeinde Weikersheim mit dem Gemeindeteil Nassau liegt Oberhausen am nächsten.

## Geschichte
In der Nähe von Oberhausen befand sich wohl bereits im 8. Jahrhundert ein fränkischer Königshof. Der heutige Weiler wurde allerdings erst am 4. Oktober 1374 urkundlich erwähnt. Damals übergab der kaiserliche Landrichter Ruprecht dem Benediktinerinnenkloster in Kitzingen den Weiler. Hans von Boltzhausen aus Röttingen bestätigte dem Kloster das Mannlehen am 2. Juli 1390. Jedoch verlieh das Kloster das Lehen bereits am 10. Juni 1391 an Götz von Finsterlohe.
Zu Beginn des 15. Jahrhunderts waren Heinrich, Bruder des Götz, und der Konvent des Kartäuserklosters Tückelhausen im Ort begütert. Noch im 16. Jahrhundert war Oberhausen dem Kloster Tückelhausen zehntpflichtig. Die Verbindung mit den Kartäusermönchen führte auch dazu, dass der Ort katholisch blieb, während das benachbarte Nassau sich der Lehre Luthers anschloss. Bereits im 19. Jahrhundert war Oberhausen Teil der Gemeinde Riedenheim.

## Baudenkmäler
Den Mittelpunkt des Dorfes bildet heute die katholische Kapelle. Sie ist der Heiligen Familie geweiht und entstand erst zum Beginn des 20. Jahrhunderts im Stil der Neoromanik. Sie präsentiert sich als Saalbau mit eingezogenem Chor, ausladendem Halbwalmdach und einem Dachreiter mit Spitzhelm. Daneben prägen mehrere Bildstöcke den Weiler. Sie zeugen von der Volksfrömmigkeit der Bewohner in den vergangenen Jahrhunderten. Der älteste Stock stammt aus dem 18. Jahrhundert.